# A Little Tour in France
A Little Tour in France (em português, Um pequeno passeio pela França) é um relato de viagem de Henry James. Foi originalmente publicado com o título de En Province, em 1883 e 1884, como série na The Atlantic Monthly. O livro conta uma viagem de seis semanas que James fez pelas cidades provincianas da França, incluindo Tours, Bourges, Nantes, Toulouse, Arles e outras. A primeira publicação em livro foi em 1884. Uma segunda edição, extensivamente revisada, foi publicada em 1900.
James dá a ideia geral do livro no primeiro parágrafo da primeira parte da publicação original em série: "A França pode ser Paris, mas Paris não é a França". Ele concebeu o livro como descrição e até mesmo homenagem às províncias. James tentou viver em Paris antes de se estabelecer em Londres em 1876. Ele voltou à França em 1882 para descobrir mais da vida provinciana da França do que havia visto antes.

## Sumário
| - Prefácio - Introdução - Tours - Tours: The Cathedral (A catedral) - Tours - Blois - Chambord - Amboise - Chenonceaux - Azay-le-Rideau - Langeais | - Loches - Bourges - Bourges: Jacques Cœur - Le Mans - Angers - Nantes - La Rochelle - Poitiers - Angoulême - Toulouse - Toulouse: The Capitol (O Capitólio) | - Toulouse: Saint-Sernin - Carcassonne - Carcassonne - Narbona - Montpellier - Pont du Gard - Aigues-Mortes - Nîmes - Tarascon - Arles | - Arles: The Museum (O Museu) - Les Baux - Avinhão - Villeneuve-lès-Avignon - Vaucluse - Orange - Mâcon - Bourg-en-Bresse - Beaune - Dijon |